# Tadeusz Cholewicki

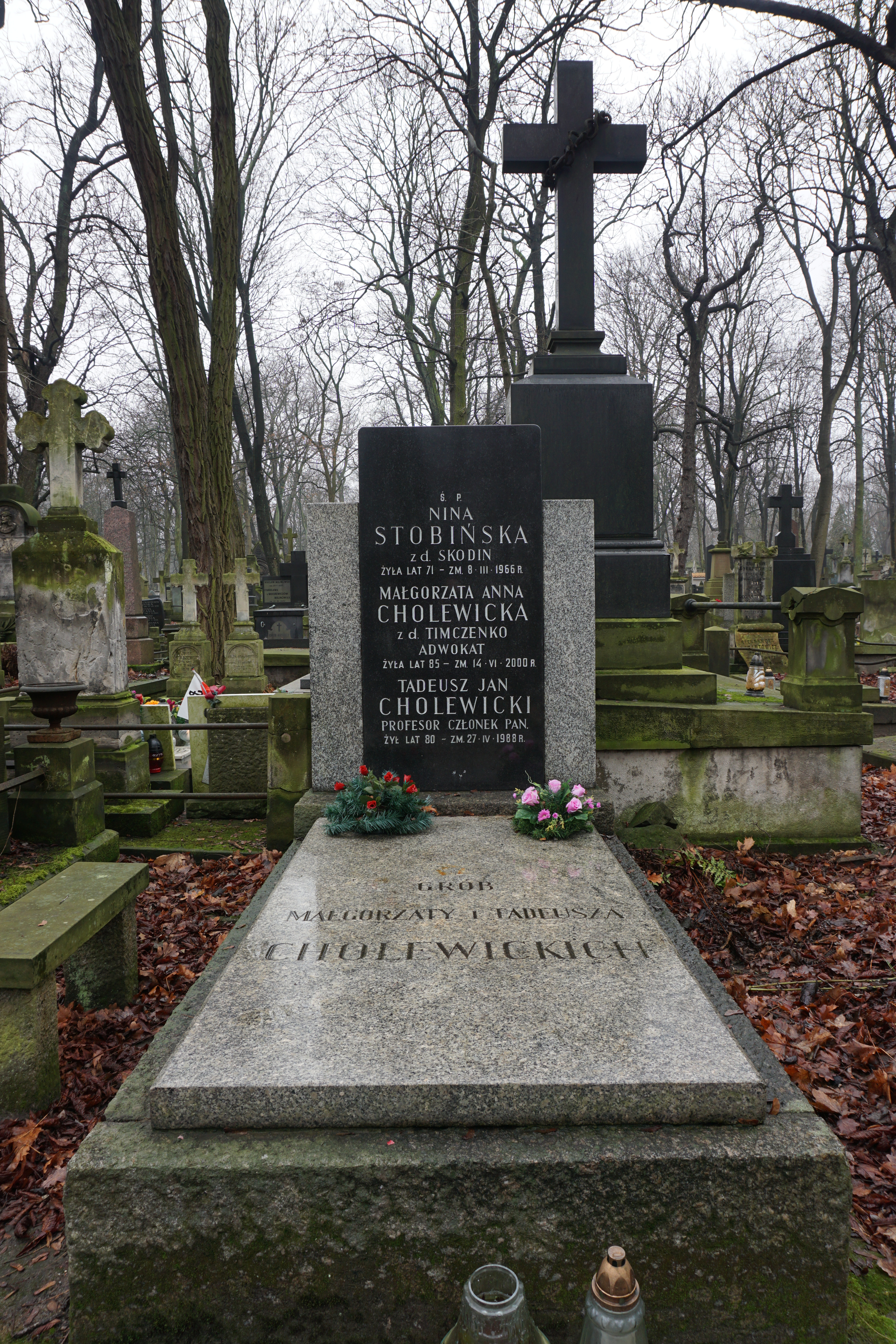
Grób Tadeusza Cholewickiego na cmentarzu Powązkowskim

Tadeusz Jan Cholewicki (ur. 23 października 1907 w Warszawie, zm. 27 kwietnia 1988 tamże) – polski inżynier elektrotechniki teoretycznej.

## Życiorys
Urodził się w rodzinie Aleksandra Łukasza (1868–1939), dyrektora Banku Handlowego, i Janiny Wandy z Łagodzińskich (1879–1969). Po ukończeniu w 1925 gimnazjum humanistycznego rozpoczął studia na Wydziale Matematycznym Uniwersytetu Warszawskiego, w 1930 uzyskał stopień magistra filozofii w zakresie matematyki. Następnie odbył służbę wojskową, a po przejściu do rezerwy rozpoczął studia na Wydziale Elektrycznym Politechniki Warszawskiej. W 1935 przedstawił pracę dyplomową dotyczącą prądów silnych i uzyskał dyplom inżyniera elektryka, a następnie rozpoczął pracę na stanowisku inżyniera budowy sieci trakcyjnej w Towarzystwie Elektryfikacji Kolei. W 1938 został zastępcą naczelnika wydziału elektrowni miejskiej i pełnił tę funkcję również podczas II wojny światowej, od 1942 do 1944 pracował jako starszy asystent w Szkole Technicznej II stopnia. Po zakończeniu działań wojennych w styczniu 1945 został członkiem Grupy Operacyjnej Komitetu Ekonomicznego Rady Ministrów. W 1949 objął stanowisko starszego asystenta na Wydziale Elektrycznym Politechniki Warszawskiej, następnie awansował na stanowisko adiunkta, a później zastępcy profesora, Równocześnie od 1952 pracował w Zakładzie Elektrotechniki Teoretycznej Polskiej Akademii Nauk. W 1954 został kierownikiem Katedry Elektrotechniki Teoretycznej, a także na dwuletnią kadencję objął funkcję dziekana Wydziału Elektrycznego i sekretarza Senatu Politechniki Warszawskiej. W 1955 został docentem, trzy lata później odbył trzymiesięczny staż we Francji. Od 1959 należał do Société française des électriciens w Paryżu. W 1962 uzyskał tytuł profesora nadzwyczajnego, a trzy lata później został wybrany na członka korespondenta Polskiej Akademii Nauk (PAN). Od 1966 przez dwa lata zasiadał w działającej przy Prezydium PAN Radzie Towarzystw Naukowych i Upowszechniania Nauki oraz pełnił funkcję wiceprzewodniczącego Komitetu Elektrotechniki. W 1967 został redaktorem naczelnym serii wydawniczej „Monografie Elektrotechniki Teoretycznej” Wydziału IV PAN oraz zasiadał w Radzie Redakcyjnej kwartalnika „Rozprawy Elektrotechniczne”. Od 1969 przez dwa lata pełnił funkcję przewodniczącego Komitetu Elektrotechniki PW, w 1971 został profesorem zwyczajnym, a w 1980 członkiem rzeczywistym PAN.
Tadeusz Cholewicki był pionierem zastosowania teorii macierzy w elektrotechnice oraz algebry macierzy do analizy obwodów liniowych, prowadził także badania nad zastosowaniem teorii układów nieliniowych. Jego dorobek naukowy obejmuje 85 pozycji, w tym 67 prac naukowych i 11 monografii i podręczników. Opublikował cykl prac dotyczących drganiom i periodyczności rozwiązań obwodów nieliniowych, w tym takich, które są opisane równaniem Duffinga. Należał do grona założycieli Polskiego Towarzystwa Elektrotechniki Teoretycznej i Stosowanej, od 1980 Członek Honorowy PTETiS.
Był mężem Małgorzaty Anny z domu Timczenko (1915–2000), adwokata.
Zmarł w Warszawie, pochowany na cmentarzu Powązkowskim (kwatera 28-3-17,18).

## Ordery i odznaczenia
- Krzyż Komandorski Orderu Odrodzenia Polski
- Złoty Krzyż Zasługi
- Medal 10-lecia Polski Ludowej (19 stycznia 1955)[8]
- Medal Komisji Edukacji Narodowej
- Odznaka tytułu honorowego „Zasłużony Nauczyciel PRL” (1977)
- Złota Odznaka „Zasłużony dla Politechniki Warszawskiej” (1978)

Źródło: PTETiS.